# Mimoň
Mimoň (deutsch Niemes) ist eine Stadt des Okres Česká Lípa in der Region Liberec im Norden der Tschechischen Republik.

## Geographische Lage
Die Stadt liegt in Nordböhmen an der Mündung des Panenský potok (deutsch Jungfernbach) in die Ploučnice (Polzen) an der alten Handelsstraße von Zittau nach Prag. Sie wird überragt vom Berg Roll (Ralsko). Auf dessen Gipfel befindet sich die Ruine der gotischen Burg Ralsko (Rollburg), Namensgeber des benachbarten Truppenübungsplatz Ralsko.

## Stadtgliederung
Die Stadt Mimoň besteht aus den Ortsteilen Mimoň I, Mimoň II, Mimoň III, Mimoň IV, Mimoň V, Mimoň VI, Srní Potok (Rehwasser) und Vranov (Rabendorf). Grundsiedlungseinheiten sind Bohatická strana, Husova-Pražská, Kuřivodská strana, Letná, Mimoň-střed, Pod Ralskem, Průmyslový obvod, Slovany, Srní Potok, Svébořická strana, U lipové aleje, U nádraží, U nemocnice, U pily und Vranov.
Das Gemeindegebiet gliedert sich in die Katastralbezirke Mimoň und Vranov pod Ralskem.

## Geschichte

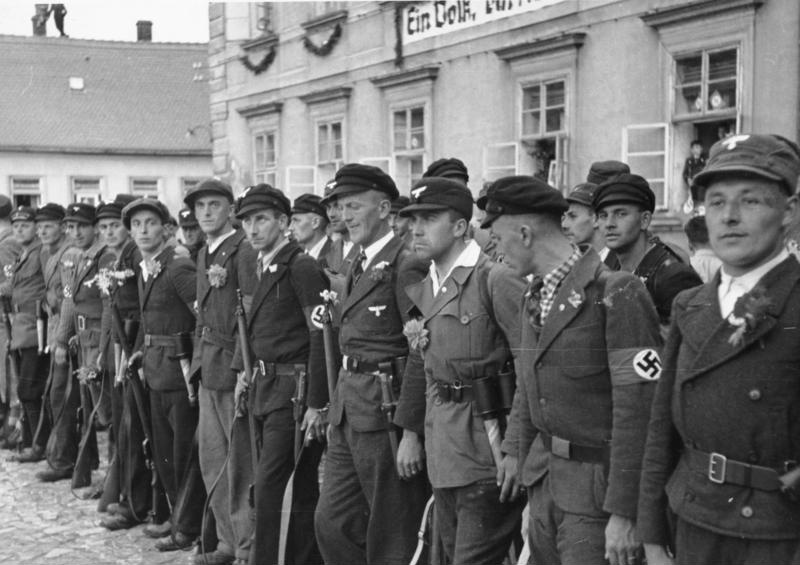
Sudetendeutsches Freikorps mit Hakenkreuzarmbinden am 10. Oktober 1938 auf dem Marktplatz zur Begrüßung deutscher Truppen.

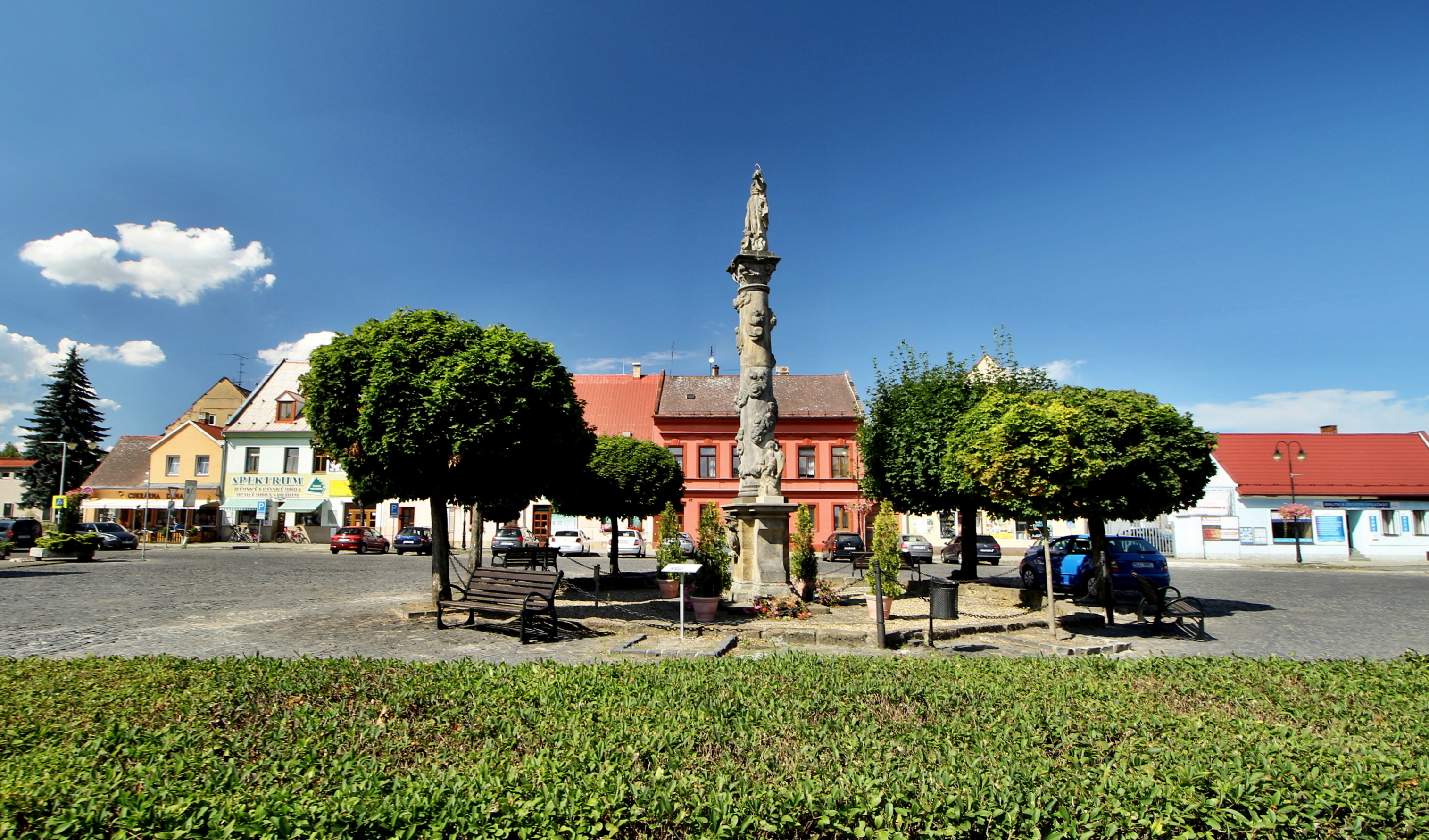
Hauptplatz mit Mariensäule

Niemes, das zum Bunzlauer Kreis gehörte, wurde 1371 erstmals urkundlich mit einer Zollstation erwähnt. Damals war es im Besitz der Herren von Wartenberg, die die Burg Niemes erworben und an ihre Herrschaft von Dewin angeschlossen haben. Eine Pfarrkirche mit eigenem Seelsorger ist für das Jahr 1384 belegt. Danach wechselten die Besitzer mehrfach, insbesondere in der Zeit des Dreißigjährigen Kriegs.
Historikern zufolge ließ Wallenstein, Herzog von Friedland, die Stadt im Jahr 1633 aus unbekannten Gründen in Brand stecken und vollständig einäschern. Am 11. Juni 1806 wurde die Stadt erneut durch eine Feuersbrunst fast vollständig zerstört. Die Kirche, die im Jahr 1663 durch den Freiherrn Johannes Putz von Adlerthurn neu erbaut und 1689 feierlich eingeweiht worden war, wurde nach dem Brand 1807 neu errichtet und zugleich erweitert. Der Wortlaut der lateinischen Inschriften, die im 17. Jahrhundert innerhalb und außerhalb der Kirche angebracht worden waren, ist von Schaller festgehalten worden.
Im 1985 gesprengten Schloss befand sich eine bedeutende Bibliothek mit Büchern aus dem Zeitraum zwischen dem 16. und 19. Jahrhundert. Sie war von Adam Franz von Hartig gegründet worden, der dem Adelsgeschlecht Hartig entstammte, das 1719 in den böhmischen Grafenstand erhoben worden war. Weitere Bestandserweiterungen gehen auf Adam Ludwig von Hartig (1710–1738) und dessen Gattin Gräfin Kager von Globen (1716–1759) sowie Franz de Paula Anton Graf von Hartig (1758–1797) zurück. Letzterer war Gesandter am kursächsischen Hof und konnte in seinem Umfeld für die Schlossbibliothek von Niemes zahlreiche Bücher erwerben, deren Bestände später an das Prager Nationalmuseum gelangten. Ihre thematische Vielfalt ist sehr groß; es finden sich darin belletristische, naturwissenschaftliche, ökonomische, politische und philosophische Monographien.
1836 gründete der Tuchmachermeister Anton Schicketanz (1803–1866) gemeinsam mit seinen Söhnen in Niemes eine Textilfabrik, die unter dem Firmennamen Anton Schicketanz und Söhne bekannt wurde und unter seinem Enkel Ludwig Anton Schicketanz (1856–1922) sich zu einem Großbetrieb der Textilindustrie entwickelte.
Ab Mitte des 19. Jahrhunderts war Niemes Sitz des Bezirksgerichts Niemes im Bezirk Böhmisch Leipa. Am Ende des 19. Jahrhunderts hatte Niemes eine Fabrik für gebogenes Holz, Betriebe für Tuch- und Baumwollweberei, eine Gerberei sowie eine Bierbrauerei. Es wurde etwas Ackerbau betrieben.
Nach dem Ersten Weltkrieg wurde Niemes 1919 der neu geschaffenen Tschechoslowakei zugeschlagen. Aufgrund des Münchner Abkommens gehörte Niemes von 1938 bis 1945 zum Landkreis Deutsch Gabel, Regierungsbezirk Aussig, im Reichsgau Sudetenland. Während des Zweiten Weltkriegs war in Niemes ein Wehrertüchtigungslager der HJ. Die Stadt hatte eine Möbelfabrik, die der deutschen Familie Fischel gehörte.

## Partnerstädte
- Nová Baňa, Slowakei
- Oelsnitz/Erzgeb., Deutschland
- Złotoryja, Polen

## Sehenswürdigkeiten
- Peter-und-Paul-Kirche
- Bürgerschule

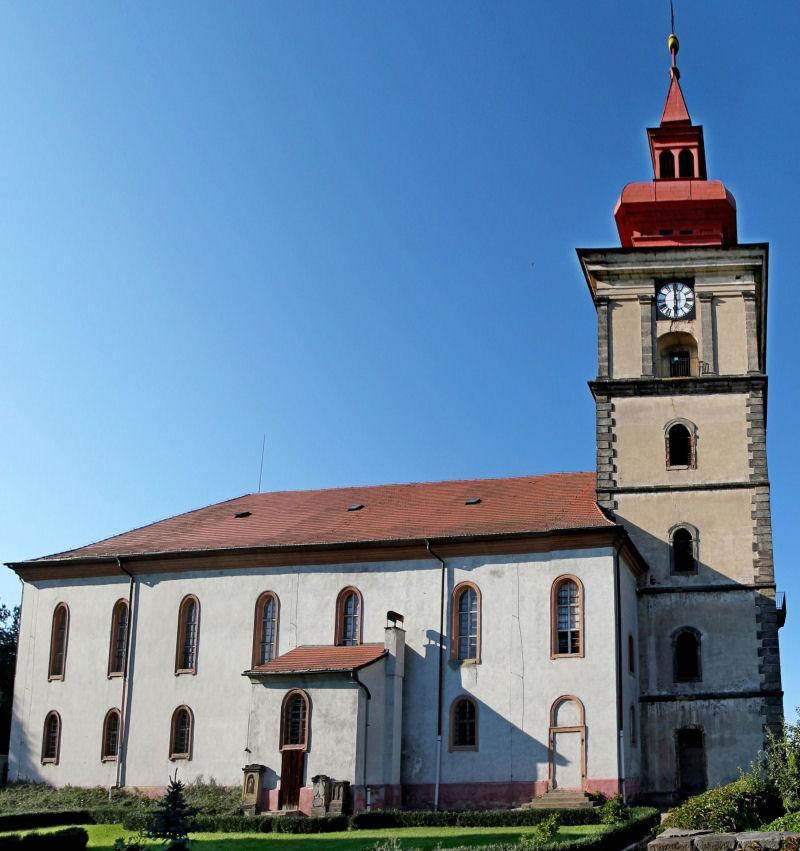
Peter-und-Paul-Kirche

- Stadtpark (das zugehörige, ehemalige Schloss der Grafen Hartig am Ringplatz wurde 1985 gesprengt)
- Kapelle zum heiligen Grab mit Kriegerdenkmal
- Sandbrücke mit Denkmal des hl. Nepomuk
- Molkenkrug
- Julienshöhe
- Burgruine Roll auf dem Berg Ralsko
- Höllenschlund (Průrva Ploučnice)
- Struhanken (Stohánek)

## Söhne und Töchter der Stadt
- Carl Ignaz Lorinser (1796–1853), Mediziner
- Friedrich Wilhelm Lorinser (1817–1895), österreichischer Mediziner und Botaniker
- Helenefriederike Stelzner (1861–1937), deutsche Medizinerin (geboren auf dem Meierhof Spörnig)
- Carl Kostka (1870–1957), sudetendeutscher Minderheitenpolitiker
- Maria Köstler (1879–1965), österreichische Politikerin (SdP)
- Stefanie Rabatsch geb. Isak (1887–1975), Jugendschwarm von Adolf Hitler
- Rudolf Watzke (1892–1972), Konzertsänger
- Rudolf Schicketanz (1900–1945), Jurist und sudetendeutscher Politiker der SdP und der NSDAP
- Gerhard Bienert (1913–1982), deutscher Bauingenieur und Hochschullehrer
- Ernst Eichler (1930–2012), deutscher Slawist und Namenkundler
- Hans Watzek (* 1932), Minister für Land-, Forst- und Nahrungsgüterwirtschaft der DDR
- Klaus Sagaster (* 1933), Sprach- und Kulturwissenschaftler (Zentralasienkunde)

## Demographie
| Jahr | Einwohner | Anmerkungen                                          |
| ---- | --------- | ---------------------------------------------------- |
| 1830 | 3336      | in 580 Häusern                                       |
| 1845 | 3400      | [ 12 ]                                               |
| 1900 | 6024      | deutsche Einwohner                                   |
| 1921 | 5610      | davon 4.957 Deutsche (88 %)                          |
| 1930 | 6133      | davon 5.331 Deutsche (87 %) und 638 Tschechen (10 %) |
| 1939 | 5995      | [ 15 ]                                               |

| Jahr      | 1970  | 1980  | 1991  | 2001  | 2003  |
| --------- | ----- | ----- | ----- | ----- | ----- |
| Einwohner | 6 294 | 7 048 | 6 487 | 6 737 | 6 692 |